# Canthidium parvulum
Canthidium parvulum là một loài bọ cánh cứng trong họ Bọ hung (Scarabaeidae).